# Initiatives-Cœur
Cet article concerne un projet. Pour le 4e voilier du nom, voir Initiatives-Cœur 4.
Initiatives-Cœur est un projet associant mécénat humanitaire et sponsoring sportif, lancé dans l'univers de la voile au profit de l'association Mécénat Chirurgie cardiaque. Il permet de faire opérer des enfants souffrant de malformation cardiaque. La promotion médiatique est assurée par l'engagement en course d'un voilier de 60 pieds Imoca : à partir de 2012, quatre bateaux vont successivement porter le nom Initiatives-Cœur.
Jusqu'à novembre 2017, les trois premiers sont menés par Tanguy de Lamotte. De décembre 2017 à novembre 2021, la barre du troisième Initiatives-Cœur est confiée à la Britannique Samantha Davies. En 2021, débute la construction d'un quatrième bateau, chez Black Pepper, sur un plan Manuard. Initiatives-Cœur 4 est mis à l'eau en juillet 2022. Il est barré lui aussi par Samantha Davies.

## Sponsors et mécènes
Chaque campagne de collecte s'étend sur la durée d'une course à la voile où est engagé le bateau Initiatives-Cœur. Les trois principaux sponsors du bateau, réunis dans le projet Initiatives-Cœur, sont les sociétés Chocolats du Coeur (collectes de fonds), K-Line (menuiseries aluminium) et VINCI Énergies (maintenance industrielle, d'infrastructures, services numériques, ingénierie). Ces trois sponsors jouent en outre un rôle de mécènes. Par exemple, durant la Transat Jacques-Vabre 2021, ils donnent un euro pour chaque « J'aime » déposé sur les réseaux sociaux -Linkedin, Instagram,  Facebook - d'Initiatives-Cœur,. Les fonds ainsi collectés sont intégralement reversés à l'association humanitaire Mécénat Chirurgie cardiaque. Ils permettent de faire opérer des enfants souffrant de malformations cardiaques, lorsque c'est impossible dans leur pays d'origine. C'est ainsi que près de 400 enfants ont déjà été opérés depuis le début des actions en 2012. 
Des partenaires associés participent au sponsoring du bateau : VINCI Énergies (nouvelles technologies) et Alex Olivier (chocolat). Un partenaire technique apporte son savoir-faire : Techno Group (systèmes embarqués).

## Les quatre bateaux
Depuis 2012, quatre bateaux de classe Imoca (monocoques de 60 pieds) portent successivement le nom Initiatives-Cœur.

### PremierInitiatives-Cœur(2012-2014)

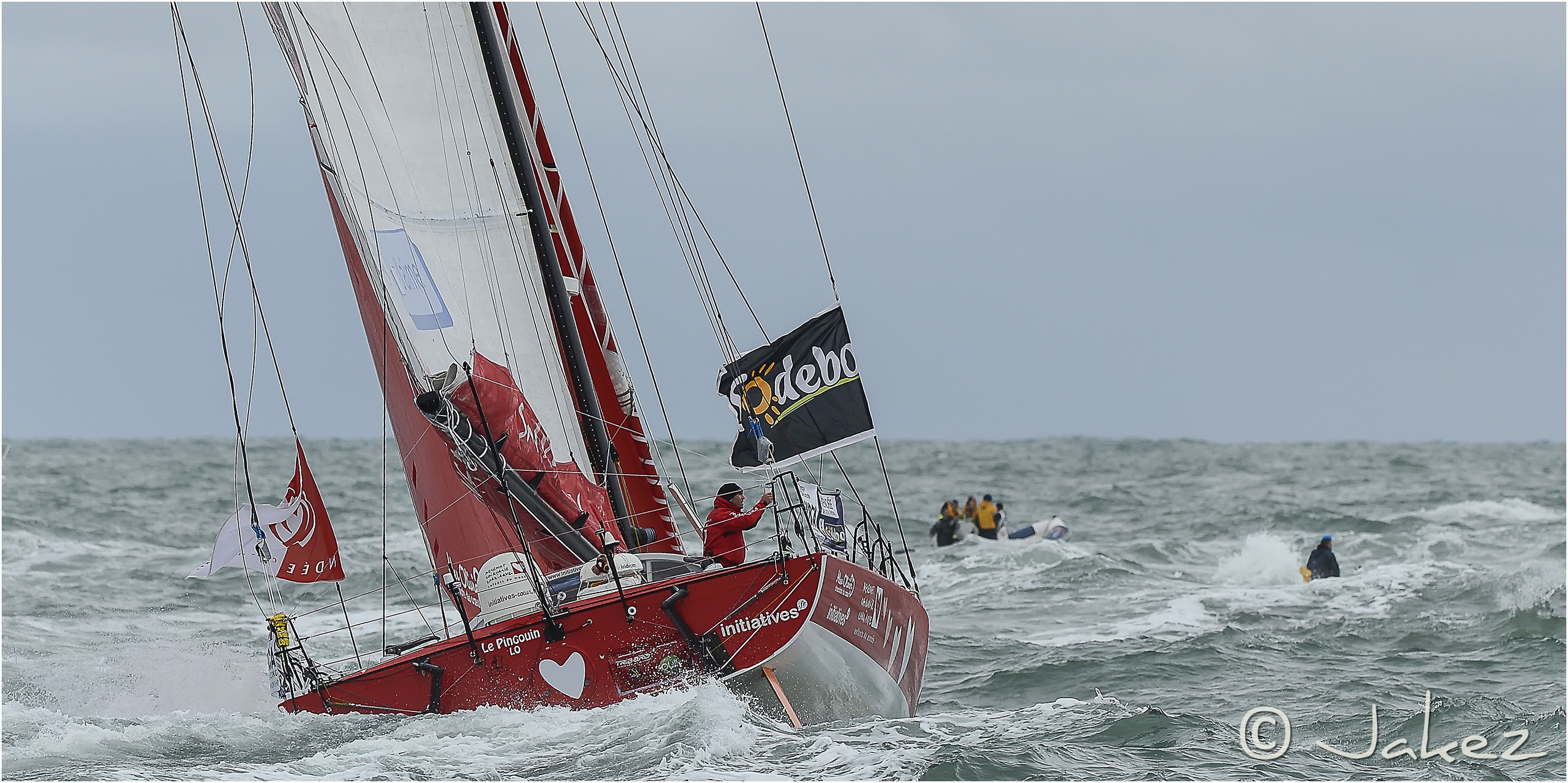
Tanguy de Lamotte au départ du Vendée Globe 2012-2013, sur le premier Initiatives-Cœur.

En 2012, le navigateur Tanguy de Lamotte rachète Le Pingouin, bateau mis à l'eau en 1998 pour Catherine Chabaud. Devenu le premier Initiatives-Cœur, il termine 10e du Vendée Globe 2012-2013 et 8e de la classe Imoca dans la Transat Jacques-Vabre 2013.

### DeuxièmeInitiatives-Cœur(2014-2016)

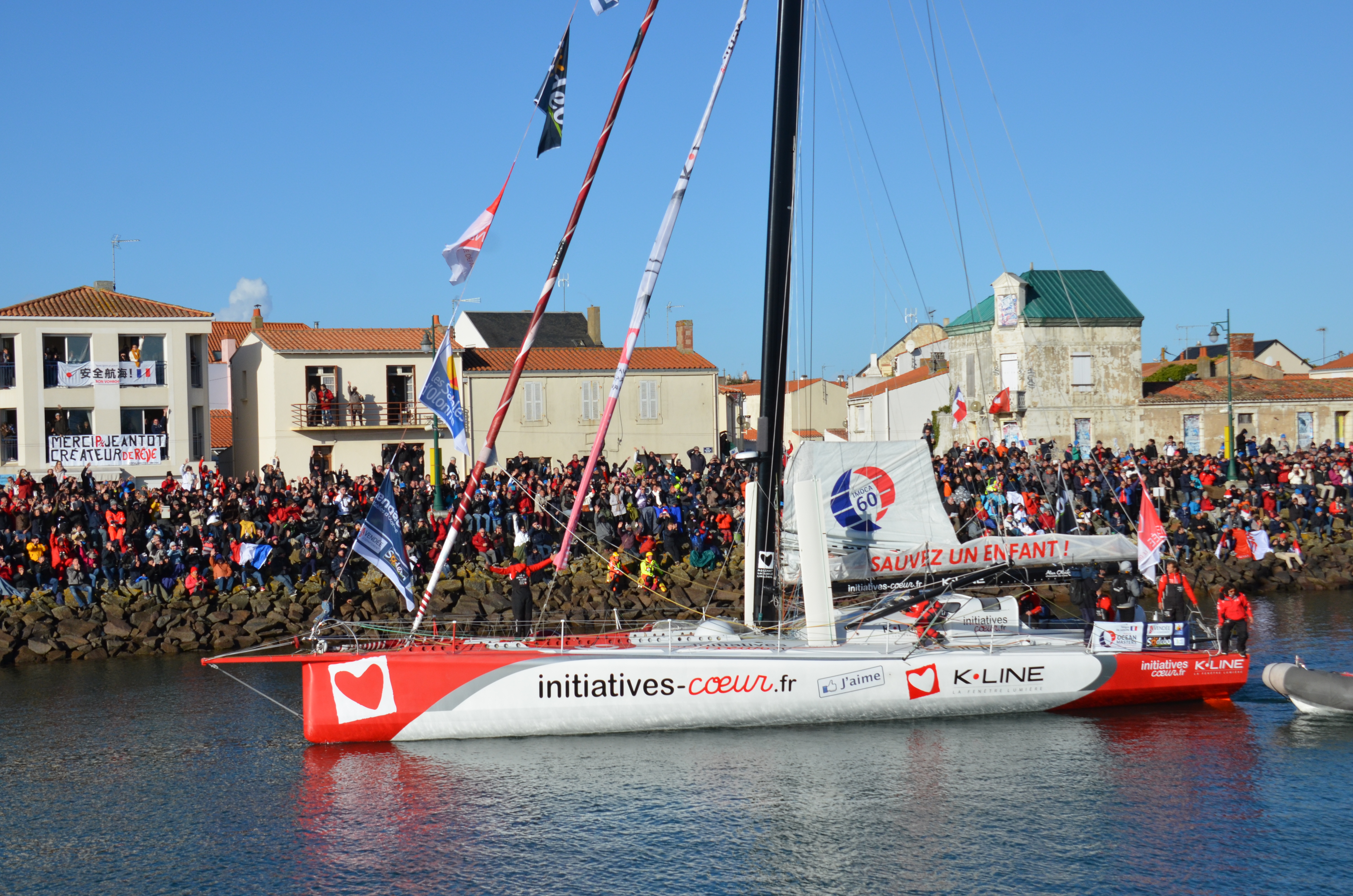
Le deuxième Initiatives-Cœur avant le départ du Vendée Globe 2016-2017.

En 2014, Initiatives-Cœur et Tanguy de Lamotte rachètent le PRB 4 mis à l'eau en 2006 pour Vincent Riou, devenu par la suite l'Akena Vérandas d'Arnaud Boissières.
À bord de ce deuxième Initiatives-Cœur, Lamotte termine 7e de la classe Imoca dans la Route du Rhum 2014, 5e dans la Transat Jacques-Vabre 2015 avec Samantha Davies, et 6e dans la Transat New York-Vendée 2016.
Lors du Vendée Globe 2016-2017, à 150 milles au nord des îles du Cap-Vert, Lamotte casse la tête du mât. Pour ne pas interrompre l'opération de collecte, il refuse d'abandonner. Il fait demi-tour et ramène seul son bateau. Il ne signifie son abandon qu'à son arrivée aux Sables-d'Olonne.

### TroisièmeInitiatives-Cœur(2017-2021)

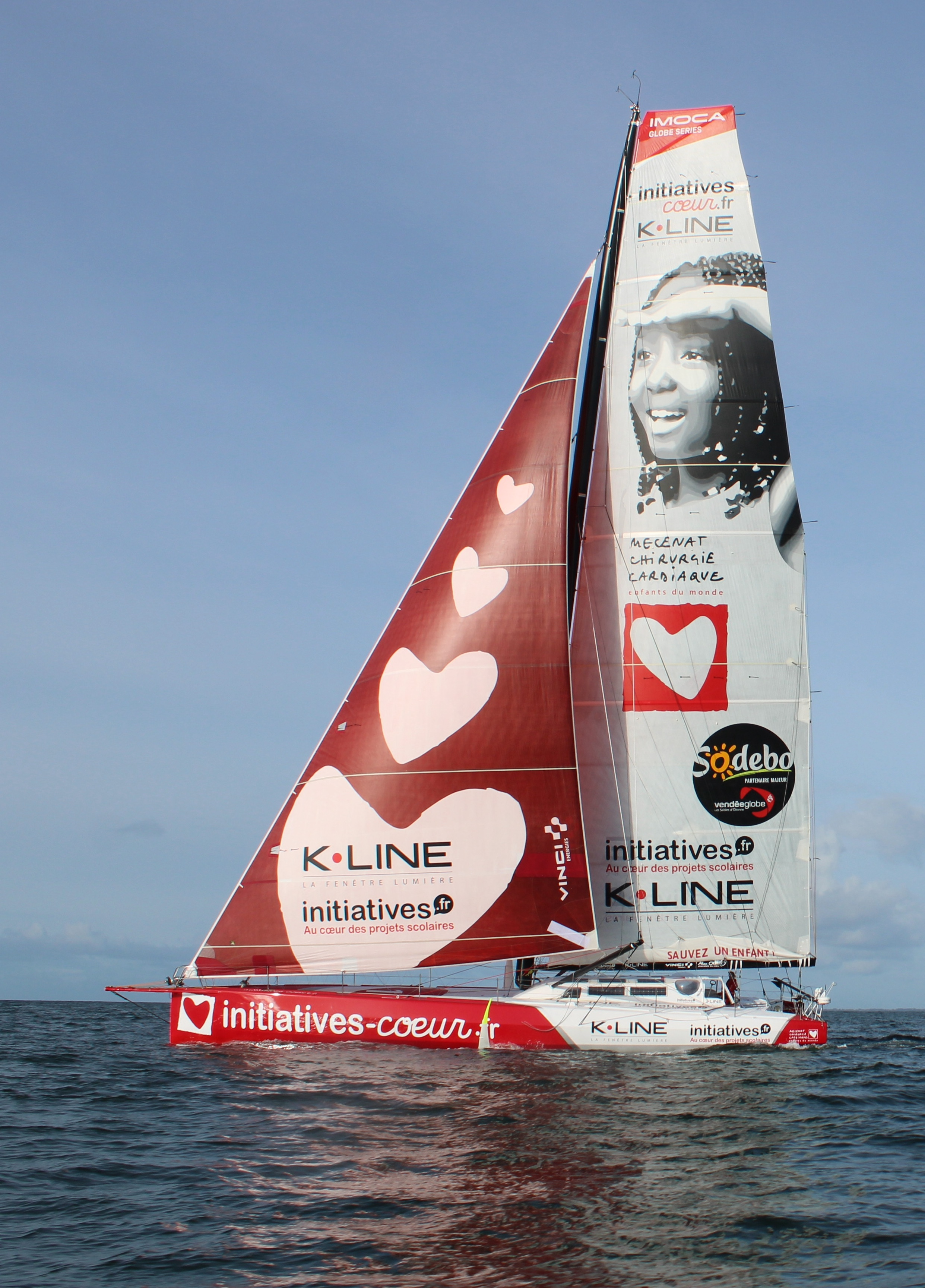
Le troisième Initiatives-Cœur à l'entraînement, en octobre 2020.

En avril 2017, Initiatives-Cœur rachète un bateau mis à l'eau en 2010, le Foncia 2 de Michel Desjoyeaux, devenu ensuite le Banque populaire d'Armel Le Cléac'h, puis le Maître Coq 2 de Jérémie Beyou, qui l'équipe de foils.
En mai, à bord de ce troisième Initiatives-Cœur, Lamotte et son équipage terminent à la troisième place de la classe Imoca dans l'Armen Race Uship 2017. En novembre, Tanguy de Lamotte et Samantha Davies terminent à la sixième place de la classe Imoca dans la Transat Jacques-Vabre.
À l'issue de cette course, Lamotte arrête la compétition. Il cède la barre d'Initiatives-Cœur à Samantha Davies. Celle-ci prend le départ de la Route du Rhum 2018 (abandon), de la Transat Jacques-Vabre 2019 avec Paul Meilhat (7es des Imoca) et du Vendée Globe 2020-2021(abandon).
Le 14 octobre 2021, le troisième Initiatives-Cœur est vendu à Arnaud Boissières.

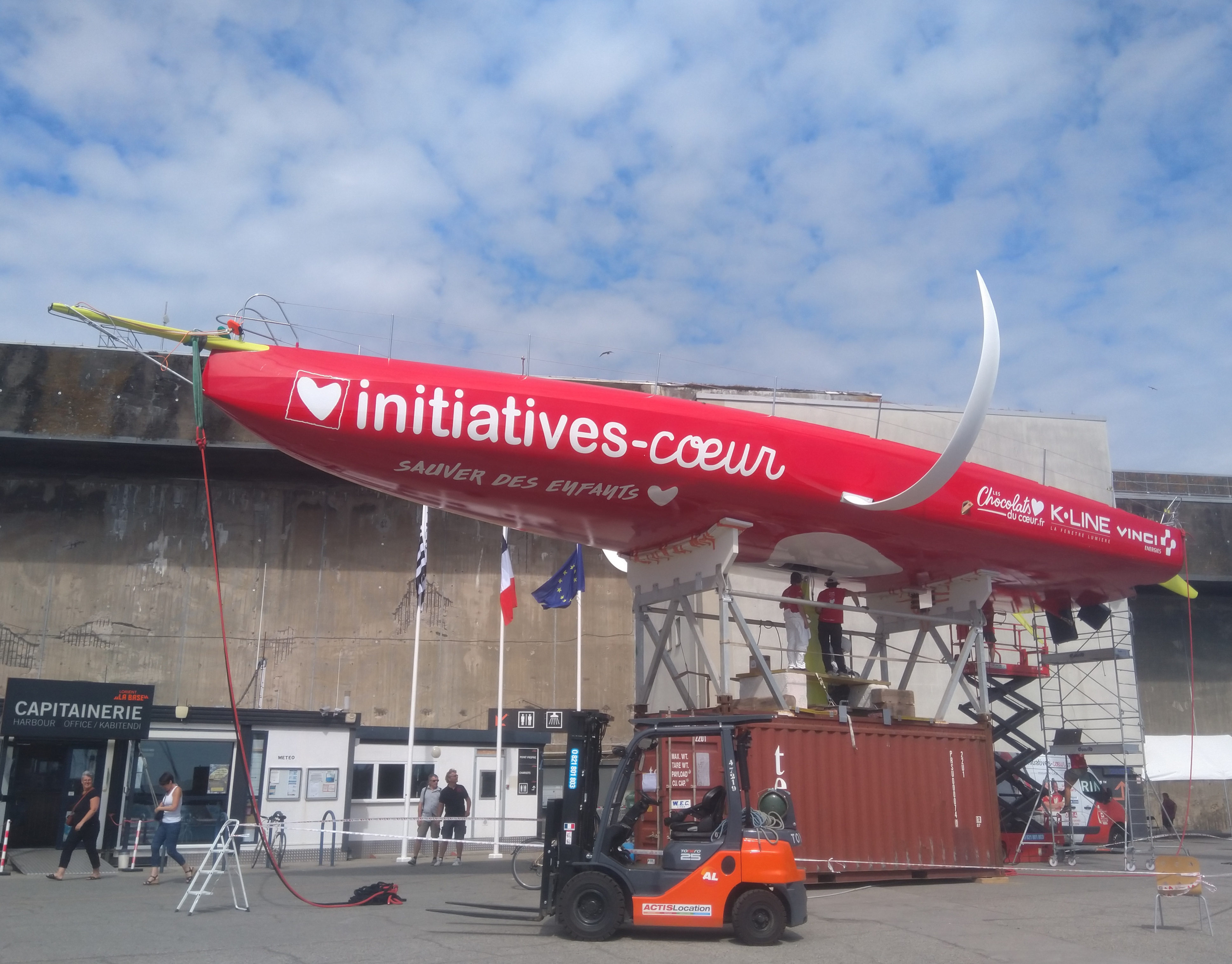
Pose de la quille sur le quatrième Initiatives-Cœur, la veille de sa mise à l'eau, en juillet 2022.

En novembre 2021, avant de le confier à Arnaud Boissières, Samantha Davies participe à une dernière course à bord du troisième Initiatives-Cœur, la Transat Jacques-Vabre. Davies a pour co-skipper Nicolas Lunven.

### Initiatives-Cœur 4(depuis 2022)
Un quatrième Initiatives-Cœur est construit chez Black Pepper Yachts, à Nantes. Il s'agit d'un plan Manuard, un sister-ship du très novateur L'Occitane en Provence d'Armel Tripon, devenu le Bureau Vallée 3 de Louis Burton. Initiatives-Cœur 4 est mis à l'eau à Lorient le 30 juillet 2022.

## Autres actions

### Suivi d'un enfant par les skippers

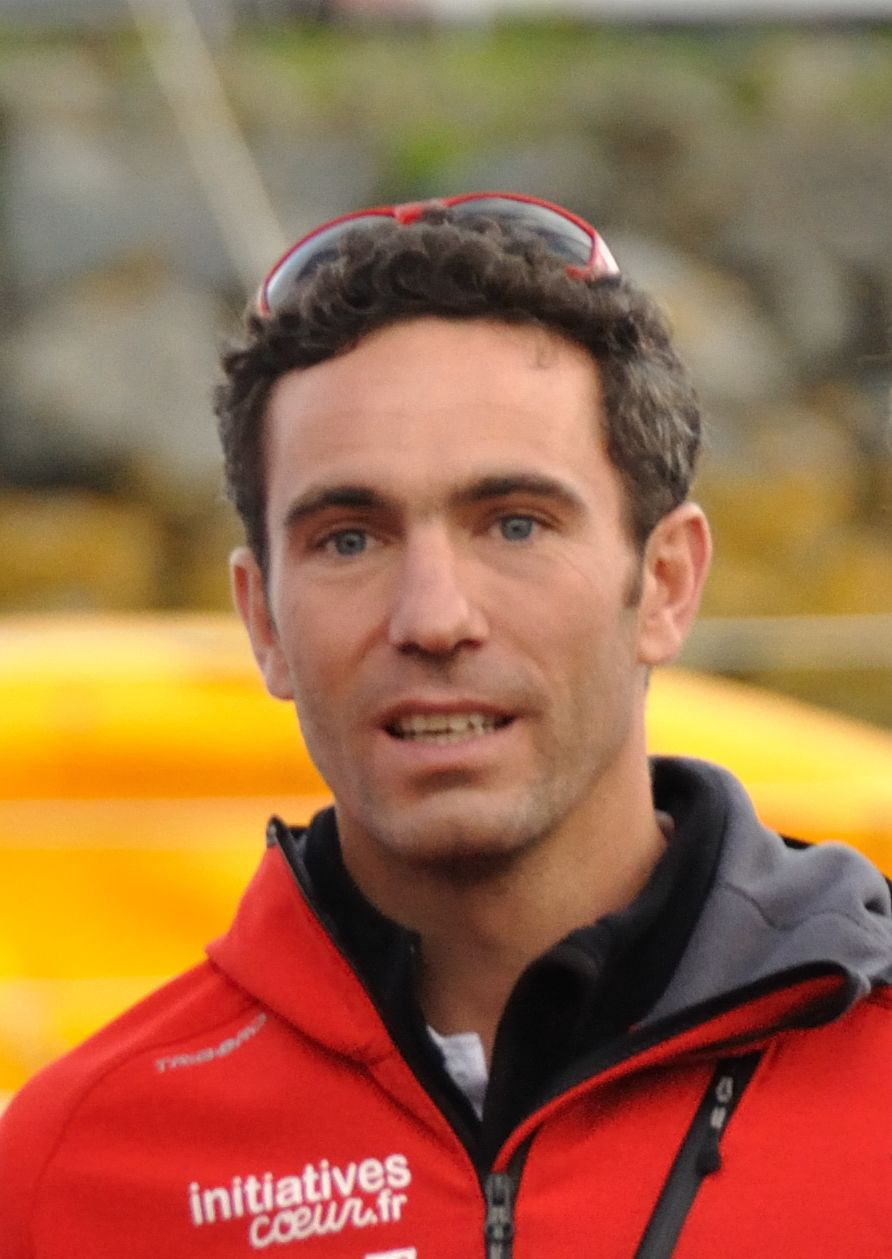
Tanguy de Lamotte.

Tanguy de Lamotte et Samantha Davies ont suivi le parcours d’un enfant malade pris en charge par l'association Mécénat Chirurgie cardiaque : son arrivée en France et son accueil à l’aéroport, son opération chirurgicale, sa convalescence au sein de sa famille d'accueil et le retour dans son pays, guéri. 

### Samantha Davies en mission au Burundi

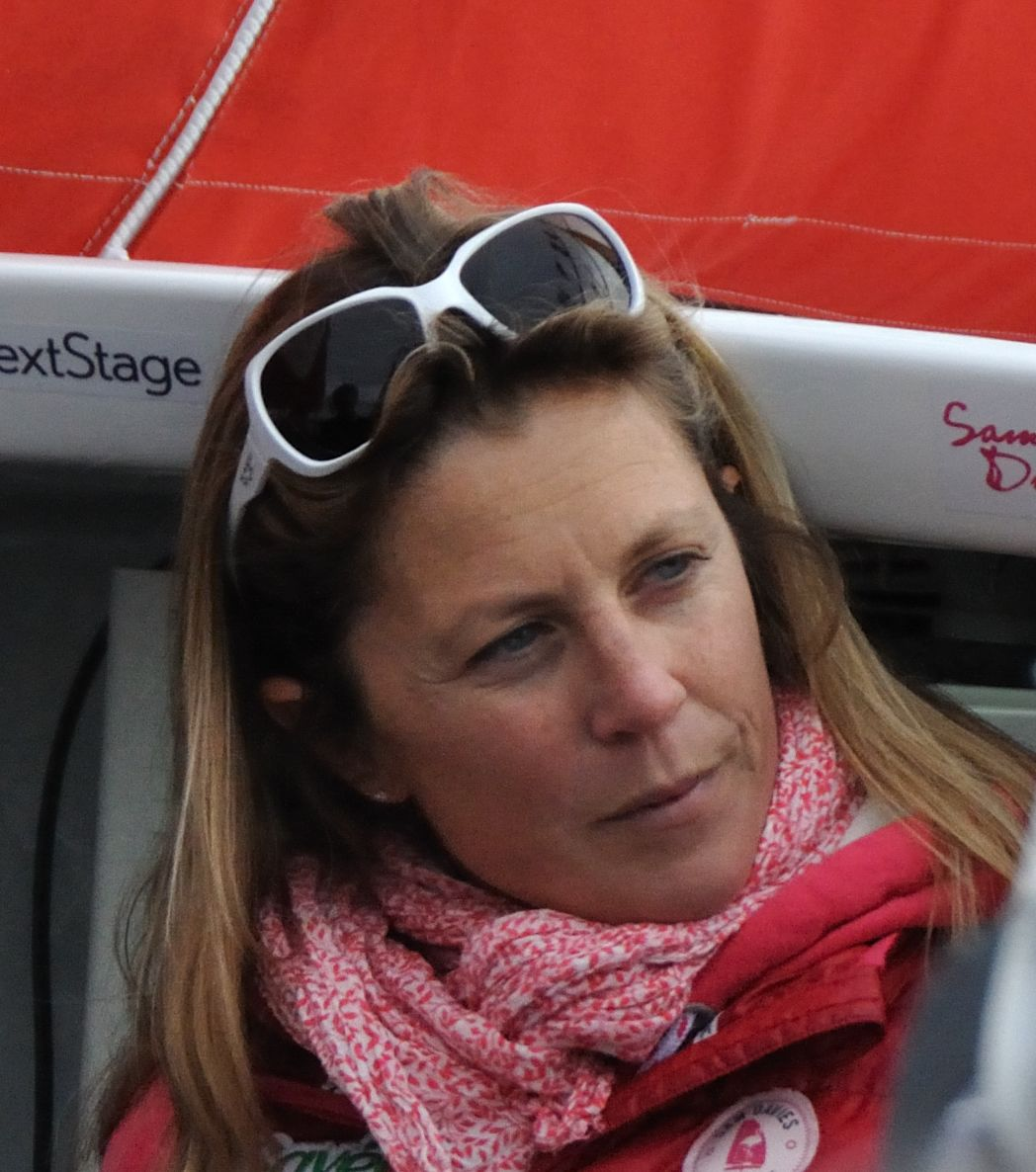
Samantha Davies.

En février 2018, Samantha Davies a participé à une mission humanitaire d’une semaine au Burundi, avec une équipe médicale de Mécénat Chirurgie cardiaque. L'objectif de cette mission était de faire un point sur le suivi de 60 enfants déjà opérés par l'association, mais également de voir en consultation 60 nouveaux patients afin de pouvoir constituer des dossiers médicaux et évaluer les possibilités de prise en charge. La navigatrice a également pu rendre visite à des enfants opérés et désormais scolarisés, bénéficiant d'un parrainage scolaire.

### Le bateau d'exposition
En 2016, Initiatives-Cœur rachète un IMOCA chargé d'histoire, qui va lui servir de bateau d'exposition, toujours au profit de Mécénat Chirurgie cardiaque. Il s'agit d'Aquitaine Innovation, mis à l'eau en 1996. En 1997, mené par Yves Parlier et Éric Tabarly, il a fini vainqueur de la Transat Jacques-Vabre. C'est sur ce bateau que dans le Vendée Globe 2000-2001 Parlier a réparé seul son mât, sur l'île Stewart, au sud de la Nouvelle-Zélande. Le bateau a bouclé trois tours du monde.
Désormais aux couleurs d'Initiatives-Cœur, il est exposé sur le village du Vendée Globe 2016-2017, puis durant six semaines au premier étage de la Tour Eiffel, puis sur le village de la Transat Jacques-Vabre 2017.